# عبد العزيز المحرزي
عبد العزيز المحرزي ممثل ومخرج ومسرحي تونسي، شارك في العديد من المسلسلات والأفلام السينمائية التونسية.

## فيلموغرافيا

### السينما
- 1983 : الملائكة لرضا الباهي
- 1992 : حرب الخليج...وبعد؟ لالنوري بوزيد
- 1996 : برتقال مر لميشال سوش
- 1998 : العيش في الجنة لبورليم غاردجو
- 2001 : الكاتب العمومي لمعز كمون
- 2004 : كلمة رجال لمعز كمون
- 2012 : ما نموتش للنوري بوزيد

### المسلسلات
- 1979 : أيام في حياتي لمحمد الغضبان وجمال الدين خليف
- 1990 : أمينة
- 1995 : حبوني وإدللت لصلاح الدين الصيد والطاهر الفازع بدور الضو
- 1999 : ويبقى الحب لمحمد الغضبان
- 2000 : يازهرة في خيالي لعبد القادر الجربي ومصطفى العدواني وآدم فتحي ورضا قحام بدور عاطف
- 2008 : صيد الريم لعلي منصور ورفيقة بوجدي بدور الطاهر
- 2014 : نسيبتي العزيزة لصلاح الدين الصيد ويونس الفارحي (ضيف شرف الحلقات 2 و8 و17 من الموسم 4) بدور بشير
- 2014 : ناعورة الهواء (الجزء الأول) لمديح بالعيد ورياض السمعلي ونازلي فريال القلال بدور عم الهاني، صاحب المقهى
- 2015 : الريسك لنصر الدين السهيلي وسلمى هبي ومحمد علي دمق
- 2016-2017 : فلاشباك لمراد بن الشيخ ورابعة السافي بدور عم الطيب
- 2017 : البانكة العريانة (مسلسل إذاعي) لمحمد السياري ومحمد المي
- 2017 : تاج الحاضرة (ضيف شرف الحلقتين 20 و21) لسامي الفهري وسوسن الجمني بدور عبد العزيز، وكيل المدرسة السليمانية
- 2019 : مسرح العائلة لأنور العياشي ودليلة مفتاحي وعبد العزيز المحرزي ومنير العرقي وصابر الحامي ومحمد مزيان ومحمد علي الشريف وعماد بن عمارة ومحسن بن نفيسة ووحيد مقديش
- 2020 : قضاة من تاريخنا لأنور العياشي ومراد المحرزي وعلي الدب بدور الأمير في عهد القاضي ابن فروخ
- 2020 : أحسن نوارة تقطفها لعماد الوسلاتي (مسلسل إذاعي)[2]

### الأعمال المسرحية

#### الإخراج المسرحي
- 2003 : مشكي وعاود
- 2004 : آه، آه، يا محبوبة
- 2005 : المارشال، نص نور الدين القصباوي
- 2010 : غروب
- 2011 : شروق
- 2015 : ظلموني حبايبي
- 2018 : ويحلو السهر
- 2023 : الفوندو

## المسرح

#### كوميديان
- 1967 : المارشال عمار، نص نور الدين القصباوي والإخراج المسرحي لعلي بن عياد
- 1969- ثورة صاحب الحمار لعلي بن عياد وعز الدين المدني وعبد العزيز المحرزي وصالح الرحموني وفرحات يامون
- 2013, أحلام[3]

## روابط خارجية
- عبد العزيز المحرزي على موقع IMDb (الإنجليزية)
- عبد العزيز المحرزي على موقع قاعدة بيانات الأفلام العربية